# USS LST-884
O USS LST-884 foi um navio de guerra norte-americano da classe LST que operou durante a Segunda Guerra Mundial.